# Gaspar Peeter van Verbruggen Młodszy

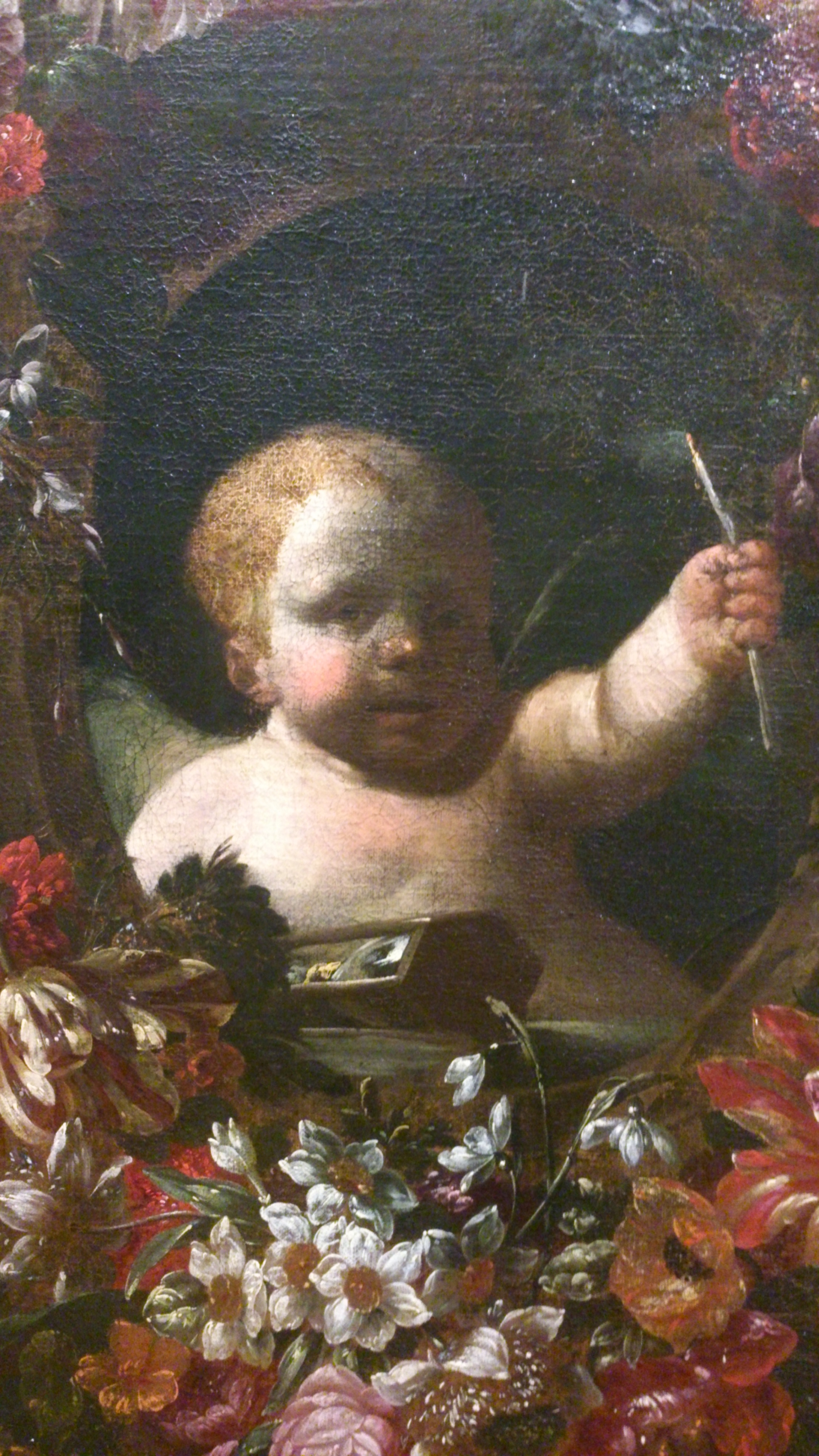
Alegoria przemijania (fragment), ok. 1690, Muzeum Narodowe we Wrocławiu

Gaspar Peeter van Verbruggen Młodszy (ochrz. 11 kwietnia 1664 w Antwerpii, poch. 14 marca 1730 tamże) – flamandzki malarz okresu baroku.

## Życiorys
Syn i uczeń Gaspara Peetera van Verbruggena Starszego. W 1667 roku został mistrzem (wijnmeester) w gildii św. Łukasza w Antwerpii; w 1691/1692 był jej dziekanem, a potem pełnił tę funkcję jeszcze czterokrotnie (1694–1703). W latach 1706–1723 mieszkał w Hadze, gdzie w 1708 został mistrzem w haskiej gildii św. Łukasza. W 1723 wrócił do Antwerpii. Od 1680 roku uczył malarstwa, wśród jegp uczniów był m.in. jego przyrodni brat Balthasar Hyacinth Verbruggen oraz Peter Frans Casteels, Jacob Melchoir van Herck. Współpracował z ojcem, a także z Peeterem-Fransem Bailliu, Peterem Ykensem i Gaspardem Jacobem van Opstalem II, którzy wykonywali elementy figuralne na jego obrazach, zaś w Hadze – z Matheusem Terwestenem, malując dekoracje kwiatowe w domach patrycjatu.

## Twórczość
Obaj Verbruggenowie – zarówno ojciec, jak i syn – tworzyli głównie kwiatowe martwe natury, dlatego ich obrazy często są mylone. Verbruggen Młodszy stosował jednak bardziej różnorodne typy kompozycji, wzbogacając je o owoce i ptaki.

## Wybrane dzieła
(wg źródła)
- Waza z kwiatami i motywem postaci alegorycznych – 2 obrazy o tym tytule, z 1688 i z 1696
- Fontanna z Apollinem przyozdobiona kwiatami, 1694
- Małpa w otoku kwiatów